# Liste des moulins sur le Lez
Cet article recense les moulins présents sur le secteur supérieur du fleuve Lez, dans le département de l'Hérault, en France.
Ces moulins font partie du patrimoine économique et industriel de la vallée du Lez. Ils ont souvent eu des usages multiples, simultanés sur une même période ou successifs suivant les besoins du moment : moulins blatiers (à blé), à huile, filature ou manufacture de draps, tannerie, scierie, papeterie. Ils sont présents sur le fleuve Lez depuis le Moyen Âge en grand nombre « On ne saurait dire combien de moulins jalonnent le Lez au Moyen Âge, mais si l'on en juge par certains faits et documents, ils se suivent à presque se toucher, tout au moins à proximité des agglomérations ». L'énergie des eaux du Lez, activant ces moulins était à la base de l'industrie et l'artisanat à Montpellier et alentours. L'activité économique des moulins a décliné dans la dernière décennie du XIXe siècle avec l'arrivée de nouvelles sources d'énergie.

## Liste
| Moulin                                    | Commune                  | Rive   | Type                                                                                  | Date                                                                              | État actuel                | Localisation                    | Illus. |
| ----------------------------------------- | ------------------------ | ------ | ------------------------------------------------------------------------------------- | --------------------------------------------------------------------------------- | -------------------------- | ------------------------------- | ------ |
| Lafous (ou La Foux)                       | Saint-Clément-de-Rivière | Droite | Moulin bladier contenant trois moulins                                                | 1203 (attestation)                                                                | Vestiges                   | 43° 43′ 03,7″ N, 3° 50′ 40,4″ E |        |
| Moulin neuf                               | Prades-le-Lez            | Droite | Moulin à blé                                                                          | 1718 à 1746 fin d'activité dans les années 1950                                   | Habitation privée          | 43° 42′ 04″ N, 3° 51′ 21,2″ E   |        |
| Sijas                                     | Montferrier-sur-Lez      | Droite | Papeterie                                                                             | 1er février 1831 (Louis Philippe autorise à établir une papeterie par ordonnance) |                            | 43° 40′ 36″ N, 3° 51′ 43,4″ E   |        |
| Moulin du parc                            | Montferrier-sur-Lez      | Gauche | Irrigation                                                                            | Origine potentiellement médiévale                                                 | Habitation privée Vestiges | 43° 40′ 06″ N, 3° 52′ 00″ E     |        |
| La Tannerie (Moulin des trépassés)        | Montferrier-sur-Lez      | Droite | Blé, huile d'olive, textile pour le coton et la laine, tannerie de cuir et mégisserie | XVIIIe siècle (attestation)                                                       |                            | 43° 39′ 45″ N, 3° 51′ 48″ E     |        |
| Boudet                                    | Montferrier-sur-Lez      | Droite | Moulin à « foulons » pour l’industrie de la laine                                     | Origine médiévale ?                                                               | Habitation privée          | 43° 39′ 11″ N, 3° 52′ 00″ E     |        |
| Le Gasconnet                              | Montferrier-sur-Lez      | Droite | Moulin à huile, papeterie, moulin à blé                                               |                                                                                   | Ruines                     | 43° 39′ 04″ N, 3° 52′ 15″ E     |        |
| Moulin à bar                              | Clapiers                 | Gauche |                                                                                       |                                                                                   | Vestiges                   |                                 |        |
| Lavalette                                 | Montpellier              | Droite |                                                                                       |                                                                                   |                            | 43° 38' 55 N 3° 52' 42'' E      | ☢      |
| Le Martinet                               | Castelnau-le-Lez         | Gauche | Travail des métaux et du papier                                                       |                                                                                   |                            | 43° 38' 35'' N 3°53' 26'' E     |        |
| Navitau                                   | Castelnau-le-Lez         | Gauche |                                                                                       |                                                                                   |                            | 43° 38' 28'' N 3° 53' 34'' E    |        |
| Les Guilhems                              | Castelnau-le-Lez         | Gauche |                                                                                       |                                                                                   |                            | 43° 38' 02'' N 3° 53' 25'' E    |        |
| Le Moulin de la Poudrière dit moulin Bleu | Castelnau-le-Lez         | Gauche | Fabrication de salpêtre et de soufre                                                  | Explosion en 1860                                                                 |                            | 43° 37' 53'' N 3° 53' 37'' E    |        |
| Moulin du Bez ou Moulin du Pont           | Castelnau-le-Lez         | Gauche |                                                                                       |                                                                                   |                            | 43° 37' 45'' N 3° 53' 37'' E    |        |
| Moulin du Roc                             |                          | Droite |                                                                                       |                                                                                   |                            | 43° 37' 37'' N 3° 53' 48'' E    |        |
| Sauret                                    | Montpellier              | Droite | Fabrication de farine, encore en activité aujourd'hui                                 | Acte de priorité de 1146 attesté sur leur site,                                   |                            | 43° 37' 20'' N 3° 53' 47'' E    |        |
| Salicate                                  | Montpellier              | Droite |                                                                                       |                                                                                   |                            | 43° 36' 52'' N 3° 53' 39'' E    |        |
| Semalen                                   | Montpellier              | Droite |                                                                                       |                                                                                   |                            | 43° 36' 45'' N 3° 53' 45'' E    |        |
| Moutin de l’Évêque                        | Montpellier              | Droite |                                                                                       |                                                                                   |                            | 43° 36' 33'' N 3° 53' 43'' E    |        |
| Moutin du Pont Juvénal                    | Montpellier              | Droite |                                                                                       |                                                                                   |                            | 43° 36' 21'' N 3° 53' 49'' E    |        |